# SN 2002ci
SN 2002ci – supernowa typu Ia odkryta 19 kwietnia 2002 roku w galaktyce UGC 10301. W momencie odkrycia miała maksymalną jasność 17,20m.